# Valérie Bazin
Valérie Bazin (ur. 6 października 1966) – francuska judoczka. Startowała w Pucharze Świata w latach 1990 i 1991. Wicemistrzyni Europy w drużynie w 1990. Wicemistrzyni Francji w 1976, 1978 i 1988 roku.